# Intibucá (gemeente)
Intibucá is een gemeente (gemeentecode 1006) in het departement Intibucá in Honduras. Het dorp Intibucá vormt een dubbelstad met La Esperanza.
Het dorp is gesticht door Lencas. Zij kwamen uit een gebied dat in de huidige gemeente San Francisco de Ojuera in Santa Bárbara ligt.
Intibucá ligt in de bergketen Cordillera de Opalaca. Dicht bij het dorp ligt een meertje met de naam Chiligatoro. Het ligt op 1600 m hoogte. In de Goede Week wordt dit door zo'n 2500 mensen bezocht. Er zijn plannen om het ecotoerisme te ontwikkelen in het gebied.

## Bevolking
De bevolking is als volgt verdeeld:
| Vrouwen | 31.530 | 52,3% |
| Mannen  | 28.734 | 47,7% |

## Dorpen
De gemeente bestaat uit twintig dorpen (aldea), waarvan de grootste qua inwoneraantal: Intibucá (code 100601), Santa Catarina (100619) en Azacualpa (100602).